# Michael Thomas Stenson
Pour les articles homonymes, voir Stenson (homonymie).
Michael Thomas Stenson (18 décembre 1838-28 avril 1912) est un enseignant et homme politique fédéral et municipal du Québec.

## Biographie
Né à Longford dans le comté de Meath en Irlande, il immigre au Canada-Est avec sa famille en 1840. Il fit ses études au Collège Sainte-Marie de Montréal et au Collège de Sainte-Anne-de-la-Pocatière, où il étudia l'agriculture. En 1864, il obtint un certificat de l'école militaire de Montréal. Il devint ensuite enseignant et inspecteur dans les écoles publiques. Il entama ses premiers pas en politique en devenant maire du canton de Wotton et administrateur du comté de Wolfe. 
Élu député du Parti libéral du Canada dans la circonscription fédérale de Richmond—Wolfe en 1896, il ne se représenta pas en 1900, ce qui permet au libéral Edmund William Tobin de faire son entrée en politique.